# 3844 Lujiaxi
3844 Lujiaxi (1966 BZ) là một tiểu hành tinh vành đai chính.